# Bahria Town
Bahria Town ist ein in Rawalpindi ansässiges privates Immobilienunternehmen, das Immobilien in ganz Pakistan besitzt und verwaltet. Das Unternehmen wurde 1997 durch Malik Riaz Hussain gegründet. Das Unternehmen betreibt Einkaufszentren und hat sich auf den Bau von Gated Communities spezialisiert. Die Zielgruppe von Bahria Town ist die höhere Gesellschaftsschicht in Pakistan.

## Geschichte
Bahria Town wurde Ende der 1990er Jahre durch Malik Riaz Hussain gegründet. Bahria Town eröffnete die erste Gated Community in Rawalpindi. Darauf folgte eine Gated Community in Lahore, die 2000 eröffnet wurde. Bahria Town eröffnete in Karachi 2015 die größte Gated Community. Die kleinste Community befindet sich in Islamabad. Die meisten Communities sind mit einer städtischen Infrastruktur ausgestattet. Die größte im Bau befindliche Gated Community liegt in Karatschi und wird eine Größe von 40.000 ha besitzen. Das Unternehmen Bahria Town betreibt neben Gated Communities auch Einkaufszentren, Kinos und Supermärkte. Bahria Town betreibt auch die Grand Jamia Moschee in Lahore, die zu den größten Moscheen der Welt zählt. Eine weitere Moschee des Unternehmens wird in Karatschi zur Zeit gebaut. Bahria Town ist am Bau des größten Cricketstadions beteiligt.
Der Besitzer Malik Riaz Hussain ist nicht unumstritten. Die britische Justiz beschlagnahmte 2019 über 190 Millionen £, die aus illegalen Quellen stammen sollen. Auch kam es beim Bau von Bahria Town Karachi zu Protesten und schwer Verletzten.

## Gated Communities

### Bahria Rawalpindi
Bahria Rawalpindi bietet Platz für 100.000 Personen. Bahria Rawalpindi ist in viele kleine Projekte unterteilt. Bahria Town produziert seinen eigenen Strom und verkauft diesen an die Bewohner durch ein eigenes Unternehmen, der Bahria Town Electric Supply Company. Deshalb gibt es in Bahria Town auch keinen Stromausfall.

### Bahria Islamabad
Die Bahria Town Islamabad wurde 2011 gegründet. Bahria Islamabad verfügt über ein 5-Sterne Hotel, ein Restaurant, ein Kino, Parks, eine Schule und ein Krankenhaus.

### Bahria Lahore
Die Gated Community in Lahore beherbergt die siebtgrößte Moschee weltweit, der Grand Jamia Mosque, und bietet Platz für 70.000 Gläubige.

### Bahria Karatschi
Bahria Karatschi verfügt über Apartments, Häuser, einen Block für ausländische Bewohner und eine Bahria Sport- und Golfanlage.

### Bahria Nawabshah
Bahria Nawabshah befindet sich noch im Bau und wird über eine Schule, Krankenhaus, Parks und einen Zoo verfügen.